# Hältorp
Hältorp är en bebyggelse sydväst om Kungälv i Ytterby socken i Kungälvs kommun. Från 2015 till 2020 avgränsade SCB här en småort. Vid avgränsningen 2020 klassades bebyggelsen som en del av tätorten Kungälv och småorten avregistrerades